# 默基特希臘禮天主教悉尼聖彌額爾總領天使教區
默基特希臘禮天主教悉尼聖彌額爾總領天使教區（拉丁語：Eparchia Sancti Michaëlis Sydneyensis  Graecorum Melkitarum）是一個東儀天主教教區（默基特希臘禮），直屬宗主教，負責牧養澳大利亞和紐西蘭的教友。
教區成立於1987年3月26日，教座位於悉尼市的達靈頓。2010年有教友50,000人。教區下轄十三個堂區，有十七名司鐸。現任教區主教為羅伯特·拉巴特。